# Michael Kahn
Michael Kahn (Nueva York, 8 de diciembre de 1935) es un montador de cine estadounidense conocido por sus numerosas colaboraciones con el director Steven Spielberg.

## Biografía
Su primer trabajo en la industria cinematográfica fue en 1964 como ayudante de montaje en dos episodios del show de Bill Dana. Al año siguiente se convirtió en editor de la serie Hogan's Heroes, editando 131 episodios hasta 1971. En 1969 editó su primera película, The Activist.
En 1977, Kahn colaboró por primera vez con el director Steven Spielberg en la película Close Encounters of the Third Kind, recibiendo su primera nominación al Oscar al mejor montaje. En las décadas siguientes editaría casi todas las obras de Spielberg, ganando premios de la Academia por Raiders of the Lost Ark, La lista de Schindler y Saving Private Ryan.
Otras películas en las que ha trabajado son Eyes of Laura Mars, Los Goonies, Atracción fatal, Aracnofobia, Twister, Lara Croft Tomb Raider: La cuna de la vida, Peter Pan, Las crónicas de Spiderwick y Prince of Persia: The Sands of Time.
Kahn es uno de los únicos montadores que sigue editando en película, a pesar de haber trabajado anteriormente en digital en películas que no estaban dirigidas por Spielberg. Comentó: "A la gente le cuesta creer que Steven y yo sigamos editando en moviola y en la mesa de montaje. [Pero] Steven cree que el cine es lo que nos ha llevado a donde estamos y le encanta su olor y su tacto". George Lucas comentó sobre su trabajo: "Michael Kahn puede cortar más rápido en moviola que cualquiera en Avid".

## Premios y nominaciones
Premios Óscar
| Año  | Categoría     | Película                           | Resultado |
| ---- | ------------- | ---------------------------------- | --------- |
| 1978 | Mejor montaje | Close Encounters of the Third Kind | Nominado  |
| 1982 | Mejor montaje | Raiders of the Lost Ark            | Ganador   |
| 1988 | Mejor montaje | El imperio del sol                 | Nominado  |
| 1988 | Mejor montaje | Atracción fatal                    | Nominado  |
| 1994 | Mejor montaje | La lista de Schindler              | Ganador   |
| 1999 | Mejor montaje | Salvar al soldado Ryan             | Ganador   |
| 2006 | Mejor montaje | Múnich                             | Nominado  |
| 2013 | Mejor montaje | Lincoln                            | Nominado  |